# Andrea Conti
Andrea Conti (Lecco, 2 de março de 1994) é um futebolista italiano que atua como lateral-direito. Atualmente joga pela Sampdoria.

## Carreira

### Atalanta
Conti nasceu e cresceu em Lecco, na Lombardia. Em 2002, ele passou no teste do AC Milan, mas se recusou a se juntar ao time por não gostar do centro de treinamento de jovens do clube, na região de Linate, bem como por sua localização distante de casa. Ele também recebeu uma oferta do rival do clube, a Inter de Milão, mas acabou ingressando na academia de jovens do Atalanta, onde jogou com Mattia Caldara e Roberto Gagliardini por mais de uma década.
Em julho de 2013, Conti foi emprestado ao Perugia, time da Lega Pro. Ele estreou profissionalmente em 4 de agosto 2013, começando com uma derrota em casa por 1–0 na Coppa Italia contra o Savona. Sua primeira aparição na liga ocorreu no final daquele mês, um empate em 2–2 fora de casa contra o Nocerina. Conti disputou 16 jogos no campeonato, ajudando a sua equipa a alcançar a promoção à Série B.
Em 10 de julho de 2014, Conti foi transferido para o Virtus Lanciano, time da segunda divisão italiana, em um contrato de empréstimo de longa duração da temporada 2014–15. Conti fez 24 jogos no campeonato, enquanto seu time terminou em 14º lugar entre 22. No verão de 2015, ele retornou à Atalanta e foi incluído no elenco principal para a temporada seguinte da Série A.
Em 30 de setembro de 2015, Conti assinou um novo contrato com a Atalanta até julho de 2019. Ele fez sua estreia pelo clube em 2 de dezembro, na derrota por 3–1 contra a Udinese na Coppa Itália. Conti estreou na Série A em 6 de janeiro de 2016, na derrota por 2–1 contra o mesmo adversário. Seu primeiro gol na competição ocorreu em 3 de fevereiro, na vitória por 2–1 contra o Verona.
Conti marcou oito gols em 33 jogos durante a temporada 2016–17 da Série A, estabelecendo um recorde pessoal de gols. Sua principal posição de jogo foi como ala em uma formação 3-4-3.